# 伊特格蘭島

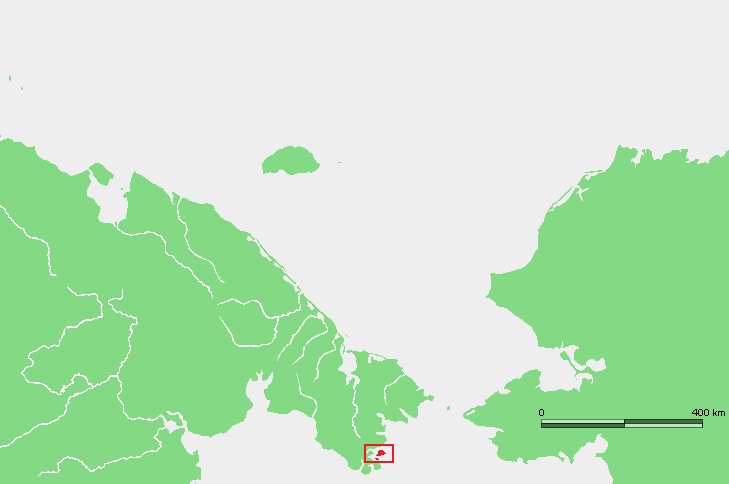

伊特格蘭島是俄羅斯的海灣，位於楚科奇半島東南面的白令海，長13.5公里、寬5公里，面積17平方公里，該島是生態旅遊的熱門地點，附近海域是白鯨經常出沒的地點。

## 外部連結
- Location （页面存档备份，存于）
- Yttigran
- Tourism （页面存档备份，存于）

64°35′N 172°27′W / 64.583°N 172.450°W